# دوري كرة القدم الغربي 1911–12
دوري كرة القدم الغربي 1911–12 (بالإنجليزية: 1911–12 Western Football League)‏ هو موسم من دوري كرة القدم الغربي ‏. فاز فيه Welton Rovers F.C. ‏.